# Berberis heterobotrys
Berberis heterobotrys är en berberisväxtart som beskrevs av E. Wolf. Berberis heterobotrys ingår i släktet berberisar, och familjen berberisväxter. Inga underarter finns listade i Catalogue of Life.